# Louis Chiron
Louis Chiron [lui širon] (3. srpna 1899, Monte Carlo, Monako – 22. června 1979, tamtéž) byl monacký pilot Formule 1.
Byl jedním z nejlepších meziválečných automobilových závodníků. Zúčastnil se mnoha významných závodů a reprezentoval nejslavnější značky, od Bugatti přes Mercedes a Delage až po Alfu Romeo. Byl po něm pojmenován i nový model Bugatti, Chiron. Dokázal zvítězit na domácí Grand Prix Monaka 1931, kde se na startovním roštu sešla taková esa jako Italové Achille Varzi a Tazio Nuvolari nebo Němci Rudolf Caracciola a Bernd Rosemeyer. V letech 1931 až 1933 třikrát za sebou zvítězil na 2., 3. a 4. závodu na Masarykově okruhu, s vozy Bugatti Type 51 (1931 a 1932) a Alfa Romeo Tipo B/P3 (1933). Na jeho počest je v Brně také pojmenována ulice Chironova, po níž Masarykův okruh po jistou dobu vedl (za Chironových dob však ne). Na Velké ceně Československa 1949 při nemistrovském závodě F1 (předpisy známy od 1947 jako Formule A, 1. oficiální šampionát F1 se jel až v roce 1950) odstoupil z prvního místa pro poruchu na svém Maserati 4CLT/48. Jeho nezapomenutelný styl jízdy dal již ve 30. letech vzniknout okřídlenému rčení „jede jako Širón“, jímž jsou i v současnosti častováni rychle a riskantně jedoucí šoféři.
Louis Chiron prožíval neobyčejně dlouhou sportovní kariéru. Ještě na Grand Prix Monaka 1955, kde slavil své 56. narozeniny, s vozem Lancia D50 vybojoval šesté místo.

## 20. léta
Louis Chiron započal svou závodní kariéru v roce 1923, kdy se účastnil závodů do vrchu konaných v oblasti Nice. Ale jeho opravdová kariéra začala až v roce 1926, kdy se seznámil se Švýcarským průmyslníkem Alfredem Hoffmanem, který ho finančně podporoval a zakládal i závodní tým. Jeho první závod na okruhu (Miramas) je spjat s vozem Bugatti 35 kde nestačil jen na Marcela Lehouxe, který měl ovšem plnou tovární podporu Bugatti. První vítězství si připsal v San Gaudens. V roce 1927 už byl v zorném poli Ettore Bugattiho a netrvalo dlouho a objevil se v jeho týmu, prozatím jako jezdec na záskok.
V anglickém Brooklands skončil na pátém místě, v závodě kde zcela dominovaly vozy Delage. V roce 1928 Louis Chiron definitivně opustil Hoffmanův tým, údajně pro pletky s jeho manželkou, a stal se továrním jezdcem Bugatti. Ve Velkou cenu Německa 1928, kterou poznamenala tragická nehoda českého závodníka Čeňka Junka, přes problémy s brzdami obsadil 6. místo. Již při další Grand Prix San Sebastian bylo jasné, že Chiron se definitivně zařadil mezi piloty nejvyšší úrovně.
V královském parku v Monze řídil Chiron své Bugatti 35C a zvítězil poté, co Williams odstoupil. Porázil tak domácí jezdce Varziho na Alfě i Nuvolariho na dalším Bugatti. Závod měl opět tragickou dohru, Materassiho Talbot přistál mezi diváky a 22 jich zabil. Dne 14. července v Nürburgringu při Velké Ceně Německa zvítězil před vozy Mercedes, Alfy Romeo, Maserati, Fiat, Renault, Talbot, prakticky ve stylu start–cíl. V tomto závodě Chiron překonal traťový rekord.

## Grand Prix Monaka 1931

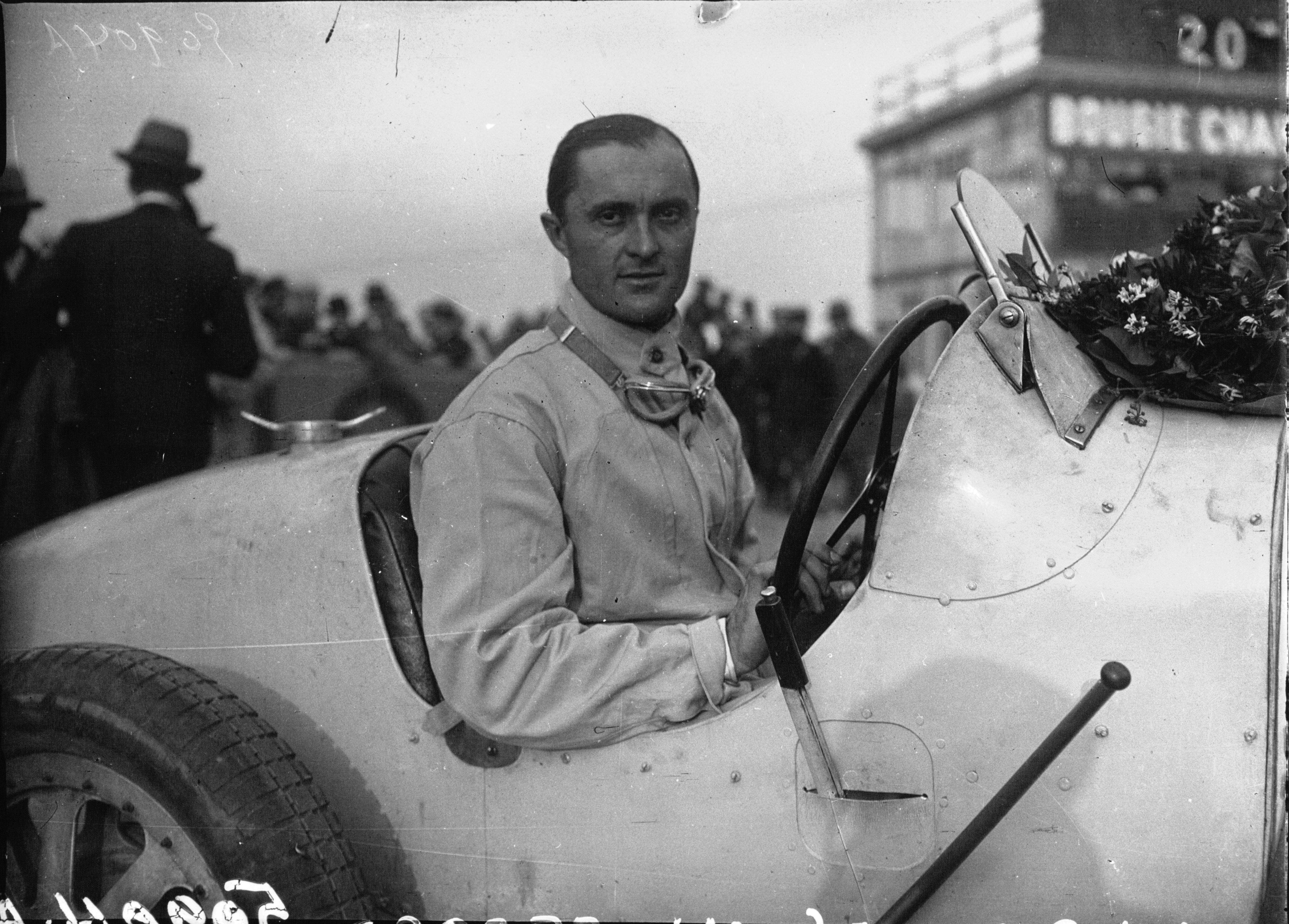
Louis Chiron v Montlhéry (1927)

V roce 1930 je Bugatti stále konkurenceschopné a také Louis Chiron zůstal loajální k značce z Molsheimu. Tento rok mu na trati vyrostl nový soupeř mladý a nadějný René Dreyfus, který jezdil na soukromém Bugatti 35 B a byl mu nejvážnějším soupeřem na Grand Prix Monaka 1931. Pro tuto událost a pod nátlakem svého syna Jeana, Ettore Bugatti vyrobil nový typ 51. Z 23 vozů na startu bylo 16 vozů Bugatti, proto Velká Cena Monaka 1931 dostala přízvisko „závod jedné značky“. Ettore Bugatti nasadil novou 51 jen pro čtyři jezdce, Louise Chirona, Achille Varziho, Guy Bouriata a Alberta Diva. Zbytek startovního pole obsadila značka Maserati s vozem 8C řízeným Luigi Fagiolim a Clemente Biondettim. Závodu se zúčastnil i Rudolf Caracciola se svým mohutným Mercedesem SSKL (zkratka Supersport Kurz leicht). Označení je v tomto případě velmi zavádějící, protože vůz není ani krátký, ani lehký a do monackých ulic je zcela nevhodný. O prvenství se střetly modré vozy z Molsheimu a červené vozy z Modeny.
Vedení se ujal René Dreyfus, když ve stoupání k Sainte Devoté zaútočil na vítěze této Grand Prix z roku 1929, Williamse na dalším z vozů Bugatti. Ale zlomená pružina ventilu ukončila všechny Britovi naděje. Achille Varzi i Caracciola se přiblížili na dosah Dreyfusovi a Varzi ho dokázal předjet v 7 kole. Caracciolův Mercedes se v 53. kole dostal do problémů a skončil. Louis Chiron nebyl na začátku téměř vidět a probojovával se dopředu ze zadních pozic. Svojí jízdou překonal traťový rekord, který o několik kol později překonal Luigi Fagioli a právě tito dva piloti a jejich souboje byly ozdobou Velké ceny Monaka. Nakonec byl úspěšnější Chiron a za velkých ovací zvítězil.
V roce 1931 se poprvé zúčastnil závodu 2. Masarykův okruh. Zde zvítězil v čase 4:12:07,5 h a v průměrné rychlosti 117,9 km/h. Zaznamenal i nejrychlejší kolo závodu časem 14:24,8 min v průměrné rychlosti 121,3 km/h (rekord tratě). O rok později toto vítězství v Brně na 3. ročníku zopakoval.

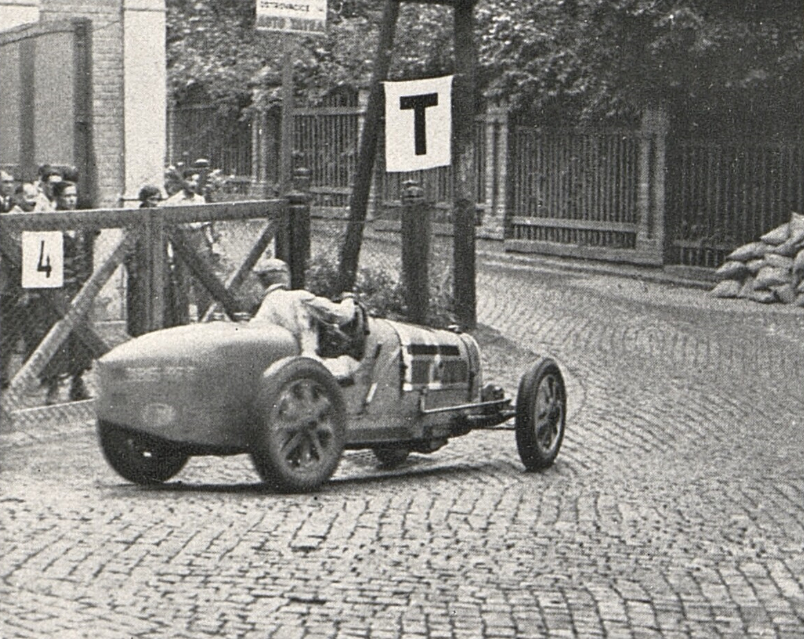
Masarykův okruh, vítěz Louis Chiron na Bugatti. Projíždí zatáčku v Pisárkách (1932)

## Roky s Alfou
Rok 1933 byl rokem velkých změn: Louis Chiron odešel k Alfě Romeo resp. do stáje Scuderia Ferrari. V roce 1933 Chiron vyhrál na voze Alfa Romeo Tipo B/P3 II. Grand Prix Marseille (27. dubna), IV. Masarykův okruh v Brně (17. září) a VIII. Grand Prix Španělska na okruhu Circuito de Lasarte - San Sebastian (24. září). Do prvního závodu sezony 1934 2. dubna v Monte Carlu nasadila stáj 5 vozů B/P3. Zvítězil Alžířan Guy Moll před Louisem Chironem, Marcel Lehoux dojel 4. a Achille Varzi 6. Pouze Carlo Felice Trossi odpadl po 95. kole (ze 100), byť zajel nejrychlejší kolo závodu průměrnou rychlostí 95,4 km/h. Chiron, který v podstatě celý závod jezdil v čele v 93. kole nezvládl průjezd zatáčkou a najel na pytle s pískem. Než se z pasti "vyhrabal", předjel ho Moll, který tak v prvním závodě za Alfu Romeo dosáhl na triumf.  Chiron vyhrál i Velkou cenu Maroka (Casablanca 20. května). Na závěr sezóny (17. září) vyhrál potřetí závod na Masarykově okruhu v Brně (na 495,4 km). Louis Chiron zvítězil v čase 4:50:22,8 h v průměrné rychlosti 102,37 km/h. Získal cenu prezidenta republiky, prémii 80 000 Kč a zlatou plaketu ČAMS. Vítězný brněnský hattrick 1931 – 1933 mu zajistil nejenom na Brněnsku ale i v českých zemích nesmrtelnost, ta se ostatně projevila v úsloví, které se právě od roku 1933 začalo používat: „Jedeš jako Širón“. Toto rčení se používá v případech, kdy někdo jede rychle až nebezpečně, ale to nebyl Chironův styl. Byl znám profesorsky vybroušenou, matematicky přesnou a klidnou jízdou. Chiron, kavalír za volantem, se stal nejenom v Československu ideálem automobilového závodníka.

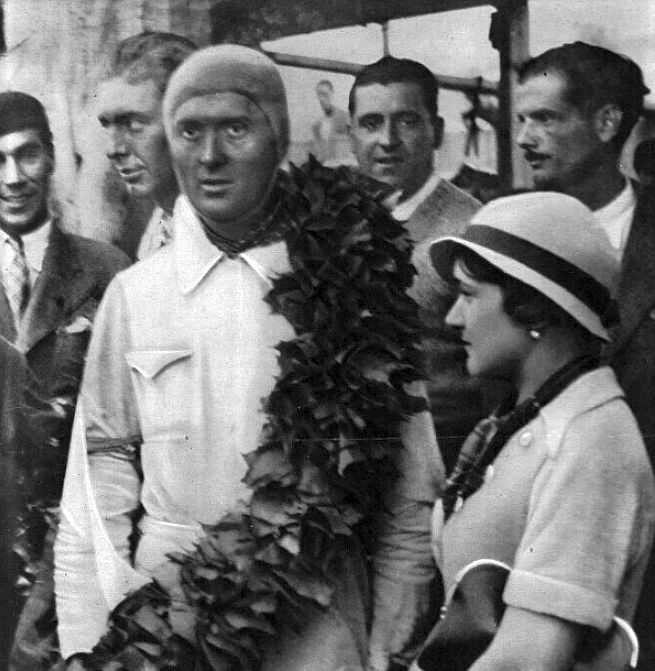
Chiron s vavřínovým věncem a Eliška Junková (Masarykův okruh 1932)

Alfa Romeo vyrobila pro rok 1934 novou, výkonnější 2,9 litrovou verzi svého vozu Tipo B/P3 Monoposto, ale od závodu ADAC Eifelrennen na Nürburgringu (3. června) se na závodních tratích objevily nové stroje Auto Union Type A a Mercedes-Benz W25 a s dřívější suverenitou B/P3 byl konec.  Závodním okruhům vládly německé automobily Mercedes a Auto Union. 
Ještě předtím Chiron obsadil dvě druhá místa, v Monaku (2. dubna) a na okruhu Pietra Bordina v Alessandrii (22. dubna). Na Velké ceně Tripolisu (6. května) dojel na 3. místě a Grand Prix Maroka (20. května) v Casablace na Tipo B/P3 vyhrál. V Casablance se jelo již potřetí v Anfě v západní části města. Konfigurace obvodu byla opět nová, zahrnovala části okruhů z roku 1931 a 1932, ale boxy, paddock a prostor tribuny byly nové. Silnice byly na celé trati rozšířeny na 11 metrů. Ve 14:30 h legendární novinář a ředitel závodů v Le Mans Charles Faroux závod odstartoval. Chiron se okamžitě ujal vedení závodu a toto místo až do konce závodu po 60 kolech (382,2 km) neopustil. Na 12. ročníku ADAC Eifelrennen (3. června) na Nürburgringu dojel 3. a na Velké ceně Penya Rhin (17. června) na okruhu Montjuïc v Barceloně na 2. místě.
Alfy Tipo B/P3 zaznamenaly triumfální úspěch ve Francii. Ten rok se Velká cena Francie konala 1. července na okruhu v Montlhery, a na startu 500 km dlouhého závodu se sešly tři Mercedesy W25 (Von Brauchitsch, Fagioli, Caracciola), dva vozy Auto Union C (Stuck, Momberger), dva vozy Maserati a tři Bugatti 59. Hned na začátku se Louis Chiron popracoval z třetí pozice na startu do čela závodu následován Caraciolou, Mombergerem, Stuckem a Varzim. Ke konci druhého kola se Stuck dostal před Fagioliho, zatímco Chiron určoval tempo závodu. Ve třetím kole se Stuck přiblížil až na dosah Chironovi, ale po tankování se propadl na desáté místo. Čelo závodu si bezpečně hlídal Chiron a na druhou příčku se po chybě Fagioliho dostal Varzi na další Alfě Romeo a i třetí příčka patřila milánské automobilce. Bylo to trojnásobné vítězství Tipo B/P3, kdy zvítězil Chiron před Varzim a Trossim s Mollem, který po čtvrtině závodu vystřídal Trossiho (všichni B/P3).
Trojnásobné vítězství B/P3 bylo zopakováno ještě na okruhu Reims-Gueux při Velké ceně Marny (8. července) v pořadí Chiron, Moll a Varzi s Marinonim. V roce 1935 se také vrátil do Brna na Velkou cenu Masarykovu. To byl jeho poslední závod na Alfa Romeo Tipo B/P3 a jeho poslední předválečný závod na této trati. Obsadil 3. místo necelé 4 vteřiny za Nuvolarim.

## V německých službách
Pro rok 1936 se Chiron upsal Mercedesu až do roku 1939, kdy byl propuštěn jako neněmecký řidič. Na Mercedusu-Benz W25 obsadil dvakrát 6. místo (7. Grand Prix de Penya Rhin na Montjuïcu a na 14: ADAC Eifelrennen na Nürburgringu). Na tomto okruhu se při Grand Prix Německa 1936 Chiron vážně zranil, když jeho Mercedes nezvládl zatáčku. Chiron se dokázal vrátit během roku 1937, ale jeho výsledky nebyly přesvědčivé. Ještě než vypukla druhá světová válka, dokázal zvítězit na Talbotu T150C v Grand Prix Francie 1937 sportovních vozů.

## Poválečné období
Poválečné období nepatří mezi nejlepší z Chironovy kariéry. Ale závodění znamenalo pro Chirona příliš mnoho, než aby ho pustil z hlavy, stejně jak to udělal René Dreyfus. A tak spolu s kamarádem a soupeřem Achille Varzim stál znovu na startu Grand Prix, tentokrát ve Švýcarsku 1948. Během tréninkových jízd na okruh Bremgarten ve švýcarském Bernu začalo pršet. Varziho Alfa Romeo 158 Alfetta dostala v rychlosti asi 180 km/h na mokrém povrchu smyk, v zatáčce Jordenrampe se několikrát otočila, pak se převrátila a rozdrtila jezdce pod sebou. Varzi utrpěl zranění neslučitelná se životem. První u něho byl Chiron. Varzi zemřel v jeho v náručí.
Smrt jeho předválečného soupeře Chironem hluboce otřásla a připomněla všechna dobrodružství a vítězství, které spolu s Achillem prožili. Achille Varzi jako jediný dokázal uspět na všech evropských tratích.
V roce 1949 oslavil Chiron padesátku, přesto dokázal zvítězit na okruhu Reims-Gueux a porazil Whiteheada na Ferrari a Biru na Maserati. Bylo to jeho poslední vítězství. V roce 1949 se zúčastnil první Velké cena Československa 1949 v Brně. Po startu ze 4. pozice na roštu se postupně prodíral vpřed. Vedení v 5.kole, bouřlivě pozdravován diváky, převzal 50letý Chiron na Maserati 4CLT/48, dlouho však v čele nevydržel. V 7. kole se Chiron propadl na 7. místo a v 8. pro poruchu převodovky vzdal. Zajel ale nejrychlejší kolo závodu v čase 8:06 min.
Tento nezapomenutelný pilot závodil ve Velkých cenách a závodech do vrchu až do konce roku 1958. Celkově závodník z Monte Carla zvítězil ve 21 Velkých cenách (1926-1937) a své stáří trávil v blízkosti rychlých aut. Často byl vídán na sportovních akcích, místo overalu oblečen ve slušivém obleku. Pouze červená šála s bílými puntíky byla vzpomínkou na dobu, kdy on sám krotil stovky koní pod kapotou. Chiron byl předsedou monackého autoklubu, čelným členem francouzského autoklubu, členem sportovní komise FIA, ředitelem světoznámé Rallye Monte Carlo, ředitelem a startérem Grand Prix Monaka a také prezidentem Klubu bývalých jezdců Grand Prix..
V roce 1969 Louis Chiron navštívil naposledy Brno. Společně s Eliškou Junkovou byl čestným hostem brněnských pořadatelů. V programu Evropského poháru cestovních vozů (pozdější Mistrovství Evropy cestovních automobilů) v Brně byl vložen i závod vozů formule 3. Tento závod odstartoval Louis Chiron a v závodě zvítězil Švéd Freddy Kottulinsky, vítěz Rally Dakar 1980, na Lotusu 59.

## Vítězství (hlavní vítězství v kariéře)
- 1928 – Grand Prix Říma 1928 Bugatti Type 35
- 1928 – Grand Prix Marne 1928 Bugatti Type 35
- 1928 – Grand Prix Španělska 1928 Bugatti Type 35
- 1928 – Grand Prix Itálie 1928 Bugatti Type 35
- 1929 – Grand Prix Německa 1929 Bugatti Type 35
- 1929 – Grand Prix Španělska 1929 Bugatti Type 35
- 1930 – Grand Prix Evropy/Grand Prix Belgie 1930 Bugatti Type 35
- 1930 – Grand Prix Lyonu 1930 Bugatti Type 35
- 1931 – Grand Prix Monaka 1931 Bugatti Type 51
- 1931 – Grand Prix Masarykův okruh 1931 Bugatti Type 51
- 1931 – Grand Prix Francie 1931 Bugatti Type 51 spolu s Varzim
- 1932 – Grand Prix Masarykův okruh 1932 Bugatti Type 51
- 1933 – Grand Prix Masarykův okruh 1933 Alfa Romeo Tipo B/P3
- 1934 – Grand Prix Maroka Alfa Romeo Tipo B/P3
- 1937 – Grand Prix Francie 1937 Talbot
- 1947 – Grand Prix Francie 1947 Bugatti
- 1949 – Grand Prix Francie 1949 Talbot-Lago T26C
- 1954 – Rallye Monte Carlo 1954 Lancia

## Formule 1
- 1950 – 9. místo, 4 body, Maserati 4CLT/48
- 1951 – bez bodů, Maserati 4CLT/48, Talbot T26C
- 1953 – bez bodů, OSCA 20
- 1955 – bez bodů, Lancia D50

- 15 Grand Prix
- 0 Vítězství
- 0 Pole positions
- 0 Nejrychlejších kol
- 1 Podium
- 4 body

## Nejlepší umístění v mistrovství světa
- 1950 3. místo Grand Prix Monaka 1950